# Truxa

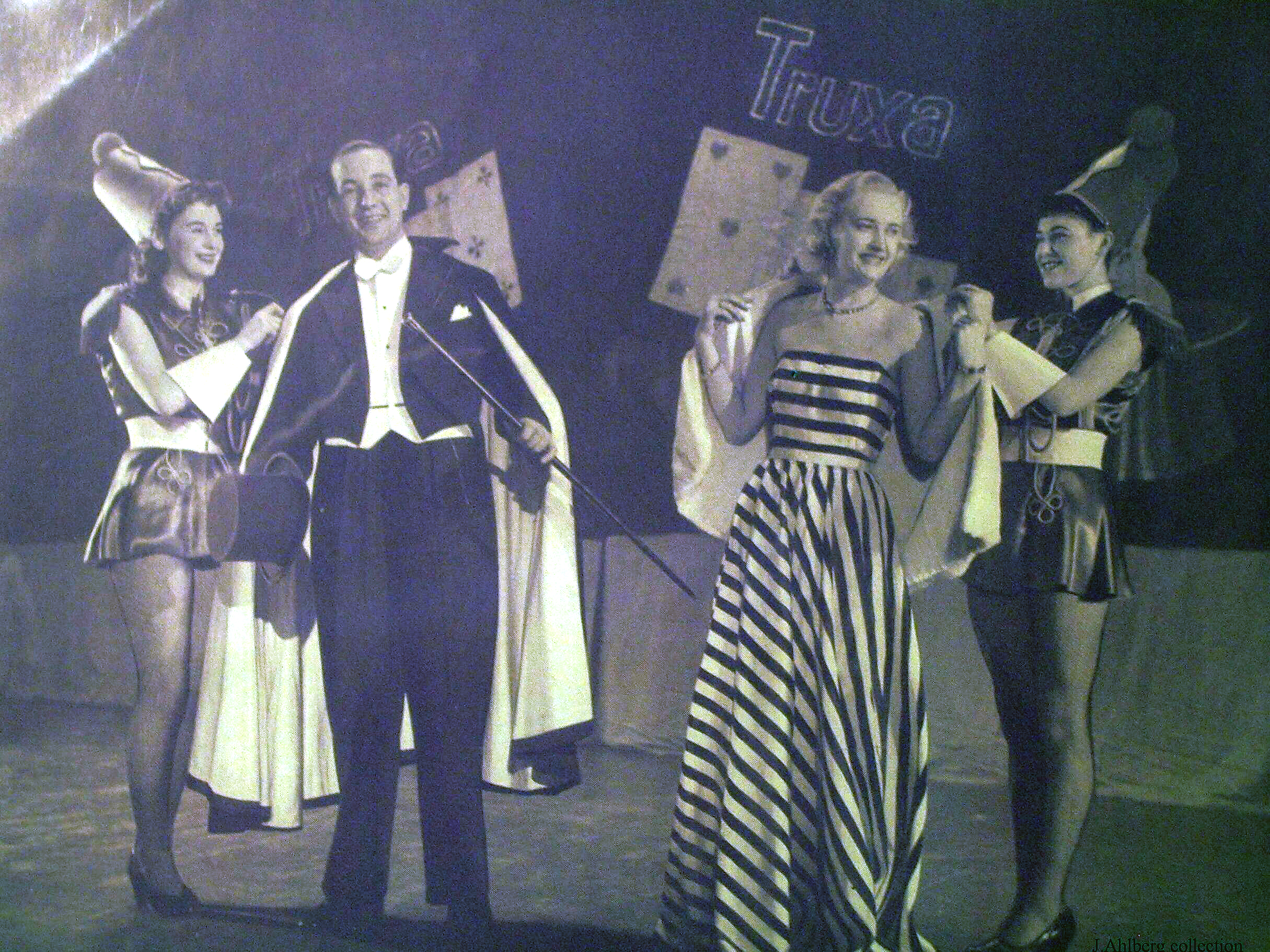
Erik och Gulli Truxa

Truxa, artistnamn för Erik Bang, född 7 november 1919, död den 12 september 1996, var en dansk illusionist, manipulator och tankeläsare. 
Hans fru, Gulli Johansson, föddes i Linköping 7 mars 1925 och avled den 30 juni 1997.

## Karriär
Erik Bang började trolla som mycket ung. En anledning var att det fanns en trollande farbror i familjen, en annan att han läst en bok, "Leg og löjer", där en del enklare trolleritrick beskrevs. I Köpenhamn fanns på 1930-talet ett antal nöjespalats där unga förmågor kunde framträda och tävla, här uppträdde han under namnet Erik Bang. I en amatörtävling 1939 uppträdde Erik Bang med ett cigarrettmanipuleringsnummer, något helt nytt på den tiden. Han vann 1:a pris och sade upp sig från sitt arbete på ett försäkringskontor i Köpenhamn för att bli professionell artist.
Under en turné med Cirkus Scott, där Erik Bang var huvudnumret, trollade han fram en kanin samtidigt som Gulli, en ung blond dam, satt i publiken. Hon kom senare att bli hans hustru och partner. Namnet Truxa kom till 1946, och tillsammans med Gulli uppträdde han på varietéer och i folkparker, i nordisk television samt årligen på Gröna Lund i Stockholm. På sin tid var paret Truxa de mest anlitade och folkkära artisterna. Turnéer följde utomlands, liksom egna TV-shower: Truxavisionen. Truxa var pionjär i dansk och svensk TV. År 1953 medverkade paret i dansk TV, och 1955 i försökssändningar från Tekniska högskolan i Stockholm med TV-programmet "Truxa Show". Totalt medverkade Truxa i 100 TV-program, både i Norden och i England, Amerika, Japan och Tyskland, samt i 200 radioprogram. Truxas tankeläsningsnummer ledde till internationella framgångar och hade premiär på Kilden i Ålborg 1949.
Tankeläsningsnumret orsakade stora diskussioner och otaliga avslöjanden har förekommit under åren. En journalist på tidningen Expressen trodde sig ha funnit lösningen när han i en tidningsartikel hävdade att Truxa använder en kod. Under en föreställning delade Truxa då ut tidningen med artikeln för att publiken noga skulle kunna följa med. Efter ett tag reste sig en man i publiken förargat och kastade tidningen i golvet. En chifferexpert anlitades av tidningen SE. Under en sändning av TV-programmet Hylands hörna hävdade en elektronikexpert att Gulli har en radiomottagare i örhängena. I Danmark påstod en man att Truxa är buktalare, sällskapet för psykisk forskning trodde att det är fråga om tankeöverföring. Till och med specialavdelningen på Scotland Yard i London var totalt förbluffade när man kontrollerade paret Truxa. Alla försök till avslöjanden var förgäves. Truxa framhöll alltid att han och Gulli var entertainers, ingenting annat.
Truxa erhöll en enorm publicitet efter att ha förutsagt tipskupongen en vecka i förväg. Ännu mer publicitet fick han efter att ha kört bil med bindel för ögonen med polisen som kontrollant. Sverige drabbades av Truxafeber sedan Truxa medverkat i radioprogrammet Karusellen.
Truxa gjorde – på Houdinivis – vid flera tillfällen utbrytningar ur polisens handfängsel och tvångströjor, både i Sverige, Danmark och England.
Vid ett tillfälle när paret Truxa var inbjudet till en privat middag i Stockholm förevisade Olle Jönsson, känd telepatisk expert, ett telepatiskt experiment. Truxa gör om experimentet inför sällskapet och visar att det enda som behövs är en trollkarls fingerfärdighet. Detta experiment har blivit omtalat och omskrivet i tidningsartiklar.
Truxa kopierade även de fenomen vilka Uri Geller visat i svensk TV. Inför journalister på tidningen Expressen böjde Truxa en sked, men till skillnad från Uri Geller påstod han aldrig att det rörde sig om något annat än ett trick.
Truxa och hans svenskfödda hustru Gulli nådde stor framgång tack vare sina skickligt och elegant framförda nummer. På direkt förfrågan från FN-huset uppträdde paret för trupperna i Gaza. Paret var också ofta återkommande gäster hos Zarah Leander, Lennart Hyland, Carl-Gustaf Lindstedt och Gösta Bernhard. De uppträdde också flera gånger inför medlemmar av de nordiska kungahusen.
Truxa medverkade även i ett par filmer, bl.a. "En herre i kjole og hvidt" där en trollande direktör utför en del trick som i själva verket är utförda av Truxa, samt Manden i Månen (1986).

## Utmärkelser, böcker m.m.
Flera böcker om trolleri med Truxas namn har utgivits i Sverige och Danmark. Truxa bidrog till att artistskatten avskaffades. Han erhöll flera utmärkelser, däribland Cirkus Scotts guldmedalj, guldmedalj av Olof Palme och folkparkernas guldnål 1977. Hedersmedlem av sina Danska kollegor där han fick en silverbeslagen trollstav. Truxa utnämndes till hedersmedlem i Dansk artistforbund 1992.
Namnet Truxa var mycket populärt. Man kunde äta kotlett à la Truxa på en restaurang i Stockholm, en oljetanker namngavs till Truxa, en psykmedicin som fortfarande används gavs namnet Truxal, en radio med modellnamnet Truxa tillverkades av Loewe, och ett cigarrettmärke uppkallades efter honom.
Under årens lopp har flera utställningar gjorts över paret Truxa.
På Nyköpings konsthall fanns de representerade i utställningen "Magiskt".
På Johannamuseet i Skurup gjordes en specialutställning år 1998, materialet kom från Johan Ahlbergs samlingar.
I Hvidovre Danmark finns en utställning där man kan se en del av Truxas rekvisita och scenkostymer.

## Tv program (i urval)
- Försökssändning Köpenhamn 1953
- Cirkus-Variete, Köpenhamn 18 december 1954
- Truxa-Trix, Köpenhamn 3 maj 1955
- Truxa-Trix, Köpenhamn 18 juli 1955
- Aktuellt, Köpenhamn 10 september 1955
- Försökssändning Tekniska Högskolan Stockholm 1955
- Truxa-Trix, Köpenhamn 21 oktober 1955
- Truxa-Show, Stockholm 24 november 1955
- Cirkus-Variete, Köpenhamn 26 november 1955
- Cirkus-Variete, Stockholm 10 november 1956
- Cirkus-Variete, Köpenhamn 19 januari 1957
- Variete-besök, Stockholm 4 januari 1958
- Cirkus Variete, Köpenhamn 18 januari 1958
- Blindkörning, Köpenhamn 10 april 1958
- 2x2, Köpenhamn 21 juni 1958
- Tivoli Program, Köpenhamn 9 augusti 1958
- TV i Tivoli, Köpenhamn 20 december 1958
- Miss Maj, Köpenhamn 6 maj 1959
- Hokus Pokus, Stockholm 14 december 1959
- Tv i Tivoli, Nordivision 13 februari 1960
- Den mystiske Mr T, Köpenhamn 29 april 1960
- Krebsans Vänkrets, Stockholm 8 augusti 1960
- Den mystiske Mr T, Stockholm 27 september 1960
- Tv i Tivoli, Nordivision 25 februari 1961
- På Galoppbanan, Malmö 18 augusti 1961
- God Afton, Helsingfors 13 januari 1962
- Tv i Tivoli, Nordivision 17 februari 1962
- Önskeprogrammet, Köpenhamn 10 mars 1962
- International Showtime, USA/Japan NBC 21 maj 1962
- Cirkus Variete, Köpenhamn 17 november 1962
- Sista Paret ut, Stockholm 24 november 1962
- Hylands Hörna, Stockholm 26 december 1962
- På'n igen, Köpenhamn 25 februari 1963
- Truxa-Show, Nordivision 12 juni 1963
- Tele Bar, Berlin 6 september 1963
- Blå Time, Köpenhamn 21 september 1963
- Truxa Show, Oslo 23 september 1963
- Truxa Show, Helsingborg 6 oktober 1963
- Oscarsbalen, Stockholm 20 mars 1965
- Truxa Show, Oslo 19 mars 1966
- Truxa Show, London BBC 5 april 1966
- Truxa vision, Köpenhamn 30 december 1966
- Tivolivat, Malmö 12 januari 1968
- Lätt Blandat från Liseberg, Göteborg 15 augusti 1968
- Timmen, Stockholm 7 december 1968
- TV9, Oslo 25 oktober 1969
- Truxa Cavalcade, Nordivision 31 oktober 1969
- Den Mystiske herr T, DRTV 27 september 1970
- På Parkett, Malmö TV 1970
- Trot om ni vill, Tvserie 1973
- Juli Kväll, SVT 1973
- Telepati Trix eller trolldom, DRTV 23 april 1973
- Uppsittare kväll, SVT 23 december 1973
- Nöjeshallen TVserie, SVT 19 april 1975
- Truxmagi DRTV 1976
- Sveriges Magasin, Skåne 9 maj 1977
- Godmorgon Sverige, 25 mars 1978
- Vi i 5:an, SVT 27 maj 1978
- Revykort från Fjällbacka, SVT 25 augusti 1978
- Nygammalt, SVT 8 december 1978
- Sommar på Stenungsund, SVT 21/8, 22/88 1981
- Östnöje, SVT 9 februari 1982
- Gröna Lund 100 år, 12 augusti 1983
- Truxa i Elevatoren, DRTV 1988
- Mystik o Musik, DRTV 15 maj 1988
- Karlstad Café, SVT 18 oktober 1989
- Måndag-Måndag, DRTV 8 mars 1993